# Ubajara (ort)
Ubajara är en ort i Brasilien.   Den ligger i kommunen Ubajara och delstaten Ceará, i den östra delen av landet, 1 500 km nordost om huvudstaden Brasília. Ubajara ligger 855 meter över havet och antalet invånare är 13 802.
Terrängen runt Ubajara är platt åt sydväst, men åt nordost är den kuperad. Närmaste större samhälle är Tianguá, 15,7 km nordväst om Ubajara.
Omgivningarna runt Ubajara är huvudsakligen savann. Runt Ubajara är det ganska tätbefolkat, med 100 invånare per kvadratkilometer.